# Chevalier Paul

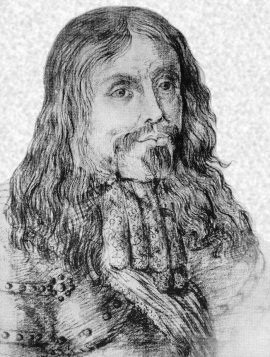
Portraitbild Chevalier Paul

Jean-Paul de Saumeur, auch Samuel Paul de Fortia de Piles oder Chevalier Paul (deutsch: Ritter Paul) genannt, (* Dezember 1597 bei Marseille (Frankreich); † 20. Dezember 1667 in Toulon, Frankreich) war ein französischer Marineoffizier des 17. Jahrhunderts, dem trotz seiner bescheidenen Herkunft eine außerordentliche Karriere innerhalb der französischen Marine gelang. Als einfacher Matrose wurde er in die Marine des Johanniterordens aufgenommen, aber später wieder daraus entlassen. Danach war er zunächst als Freibeuter im Mittelmeer tätig und trat dann auf Bitten Richelieus in die französischen Marine über. Er nahm am Französisch-Spanischen Krieg teil und seine zahlreichen Siege brachten ihm den Titel eines Lieutenant-général und Vizeadmiral der Flotte du Levant ein.
Er wurde von Großmeister Martin de Redin zum Ritter und Kommandeur des Orden des Heiligen Johannes von Jerusalem ernannt.
Er beendete seine Karriere 1666 nach der Überführung der Prinzessin von Savoyen-Nemours, der späteren Königin von Portugal, nach Lissabon.

## Biographie

### Herkunft und Jugend
Die Herkunft des Chevalier Paul liegt weitgehend im Dunkeln. Gerüchten zufolge war er der Sohn einer Wäscherin und von Paul de Fortia, Marquis von Piles, dem Gouverneur des Château d’If.
Kapitän Georges Bourgoin, Sekretär der Académie des Sciences, Lettres et Beaux-Arts in Marseille, stellte jedoch fest, dass Chevalier Paul nicht das leibliche Kind des Marquis und einer Wäscherin war. Er betonte Pauls legitime Abstammung von einem Offizier aus einer katholischen und bürgerlichen Familie aus dem Dauphiné, Kapitän Elzias Samuel und Jeanne Riche, die in Marseille geheiratet hatten. Der Rat des Großpriorats Saint-Gilles kam aufgrund der vorgelegten Dokumente am 14. November 1633 zu dem Schluss, dass er „würdig sei, als Ritterbruder aufgenommen zu werden und ins Kloster nach Malta zu gehen“.
Die Umwandlung seines Nachnamens Samuel in Samuel oder Saumeur sollte vermutlich Anspielungen auf eine entfernte jüdische Herkunft vermeiden. Er selbst nannte sich stets „Capitaine Paul“. Er verbrachte die ersten Jahre seines Lebens im Château d'If bei Pater Julien de Malaucène, doch schon in jungen Jahren zog es ihn zur Seefahrt und er hatte bereits drei Jahre lang auf Schiffen gedient, bevor er mit zwölf Jahren als Matrose in die Dienste der Marine des auf Malta ansässigen Johanniterordens trat.

### Im Dienst des Johanniterordens
Nach mehreren Jahren im Dienst auf See kehrte Paul nach Malta zurück und diente als Soldat im Fort St Elmo. Als er 1614 einen ihm untergebenen Korporal zum Duell herausforderte und tötete, wurde er verhaftet. Einige französische Ordensritter erwirkten allerdings seine Begnadigung durch den Großmeister Alof de Wignacourt unter der Bedingung, dass er die Marine des Ordens verließ. In der Folge wurde Chevalier Paul gezwungen, auf einer bewaffneten Brigantine für Handelsüberfälle in La Ciotat anzuheuern.

### Als Korsar
Auf der Brigantine erlangte er dank seines Mutes und seiner Tatkraft sowie dank seiner nautischen Fähigkeiten, schnell Autorität und zeichnete sich im Kampf gegen die Barbaresken-Korsaren aus. Als der Kapitän des Schiffes im Kampf getötet wurde, wurde er von der Mannschaft zu dessen Nachfolger ernannt.
In dieser Zeit richtete er seine Aktionen hauptsächlich gegen die muslimische Seefahrt im Mittelmeer. Wo immer er konnte, stahl er Waren und überfiel sogar Schiffe in ihren Häfen. Dies steigerte Pauls Reputation erheblich. Auf der Insel Moscovici bei Lesbos installierte er Artilleriegeschütze in einem Turm, der bis heute den Namen Capitan Paulo trägt, um die feindlichen Kriegsschiffe in ihrer Reichweite zu beschießen.
Mit einem einzigen kleinen Boot kämpfte er gegen fünf türkische Galeeren und zwang sie zum Rückzug, nachdem er ihre Masten und Segel zerstört hatte. Von diesem Moment an wurde er „Chevalier Paul“ genannt.

### Übertritt in die französische Marine

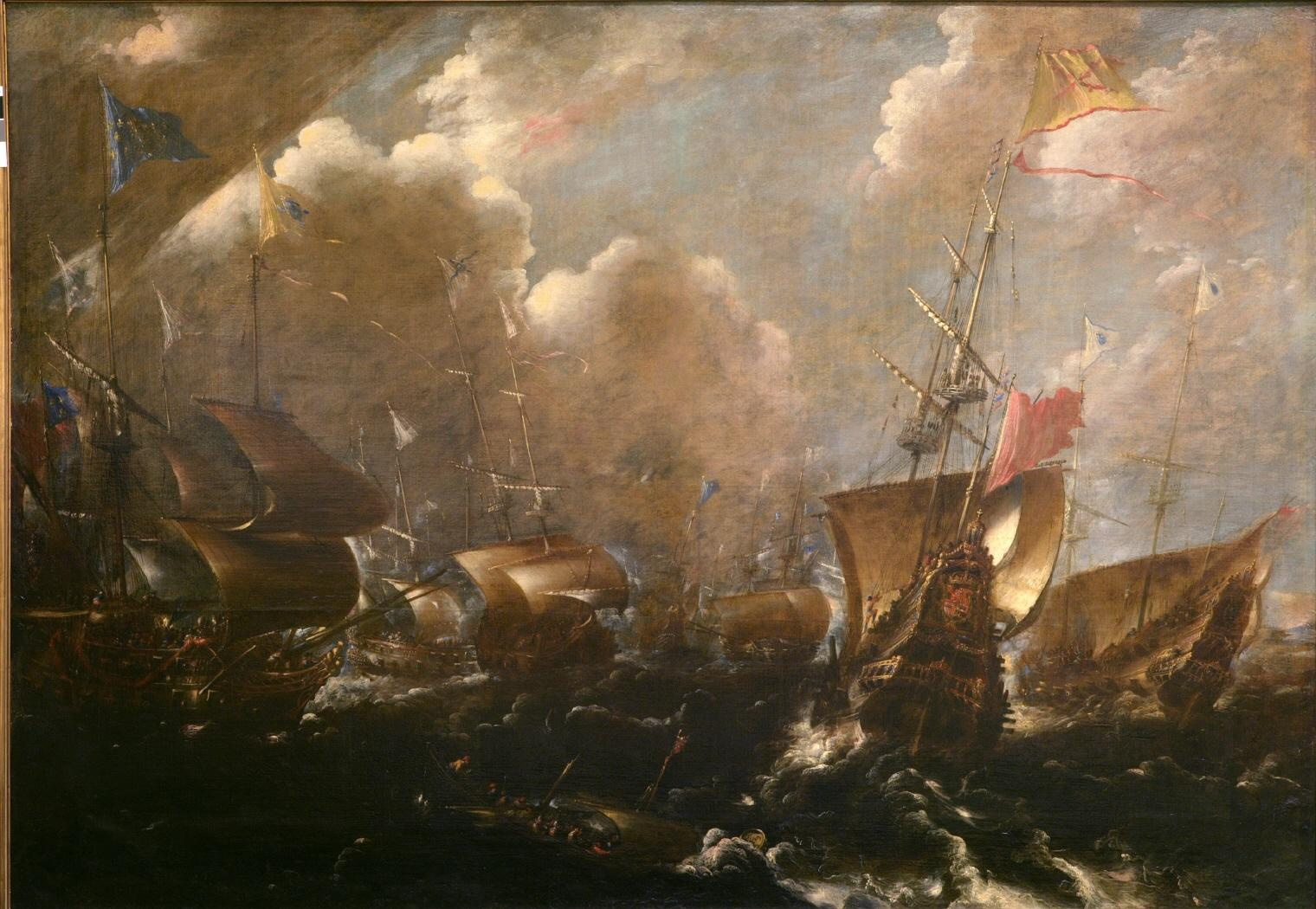
Seegefecht bei Guetaria, Ölgemälde von Andries van Eertvelt

In dieser Zeit führte Frankreich mit Spanien Krieg und Kardinal Richelieu suchte fähige Offiziere, um die königliche Marine neu aufzustellen. 1638 trat Paul im Rang eines capitaine de vaisseau (Kapitän zur See) in die Marine über und übernahm das Kommando über das Schiff Le Neptune. Er schloss sich dem Geschwader von Henry de Sourdis, Erzbischof von Bordeaux und Lieutenant-général des armées navales, an und spielte in zahlreichen Gefechten gegen die spanische Flotte eine führende Rolle. An Bord der La Licorne nahm er am 22. August 1638 an der Schlacht von Getaria teil. Er bewährte sich und erhielt von Kardinal Richelieu ein Dankschreiben. Im selben Jahr rettete er zusammen mit Abraham Duquesne unter dem Beschuss der Kanonen der Stadt französische Schiffe, die vor San Sebastian auf Grund gelaufen waren und kurz davor standen, zerstört zu werden. Ebenfalls 1638 kaperte er ein algerisches Schiff bei Malta und wurde auf der Insel vom Großmeister Giovanni Paolo Lascaris empfangen.
Am 9. August 1643 zeichnete er sich in einer Seeschlacht vor Kap Gata aus, die die französische Marine kommandiert von Jean Armand de Maillé-Brézé gewinnen konnte. Am 4. September kommandierte er Le Grand Anglois in der Seeschlacht von Cartagena und nahm anschließend an der Belagerung von Roses und 1645 an Einsätzen vor Tarragona sowie bei Salines und Santo-Stefano teil. Wiederum im Geschwader des Marquis de Brézé leitete Paul am 22. Mai 1646 die Landung von Talamone in der Toskana und war am 14. Juni in der Schlacht bei Orbetello erneut erfolgreich, da er zwei feindliche Fregatten zerstörte.
Chevalier Paul wurde zum Chef d’Escadre befördert und 1647 an der Spitze von fünf Schiffen und zwei Brandern in den Golf von Piombino entsandt, um die Verbindung zwischen den Posten Porto Longone auf der Insel Elba und Piombino auf dem Festland, das vom Marschall von Meilleraie eingenommen worden war, sicherzustellen. Anfang April 1647 kämpfte Paul fünf Tage lang nahe Neapel gegen die weitaus stärkere spanische Flotte unter dem Kommando des Herzogs von Arcos, des Vizekönigs von Neapel, und errang einen Sieg, der sein Ansehen weiter steigerte. Weiterhin nahm er auch am 22. Dezember 1647 an einer Schlacht vor der Küste von Castellammare di Stabia gegen eine österreichisch-spanische Flotte teil.
Im Juni 1648 überfiel er unter Kanonenfeuer der Stadt Pozzuoli ein mit Getreide beladenes Schiff, das von Genua für den Vizekönig von Neapel geschickt worden war, und kaperte es. Einige Zeit später kaperte er in Begleitung des Chevalier de la Perrière zwei weitere Schiffe voller Güter und segelte mit ihnen nach Porto Longone.
Anfang 1649 kreuzte er in der Nähe von Malta ein englisches Schiff mit 36 Kanonen, das mit wichtiger Fracht auf dem Weg nach Smyrna war. Als das Schiff den Flaggengruß nicht entbot, griff Chevalier Paul das Schiff an und versenkte es. Von der feindlichen Besatzung konnten nur drei oder vier Mann gerettet werden, die übrigen 140 Besatzungsmitglieder ertranken.
Insgesamt erbeutete Paul während dieser Einsätze Güter, deren Wert auf über 300.000 Silber-Écu geschätzt wurde.
Chevalier Paul verließ im April 1650 die Provence mit dem Linienschiff La Reine, 52 Kanonen und 600 Mann Besatzung und Soldaten. Er eskortierte einige kleine Kriegsschiffe mit Munition und Nachschub für die Truppen in der Toskana, als er zwischen Korsika und der Insel Capraja auf fünf spanische Kriegsschiffe traf, die den Auftrag hatten, die französische Versorgung der Stützpunkte auf der Insel Elba mit Verstärkung, Verpflegung und Munition aufzuhalten. Da er dieser Übermacht nicht entfliehen wollte, entschloss sich Paul zum Kampf, der vier Stunden andauerte und mit dem Rückzug der spanisch-neapolitanischen Flotte, die stark beschädigt wurde, endete.
Am 21. Januar 1651 wurde er von Großmeister Lascaris zum Rechtsritter des Johanniterordens ernannt und die Marine des Ordens (La Religion genannt) schickte ihm ein goldenes Kreuz im beträchtlichen Wert als Geschenk. Chevalier Paul revanchierte sich bei La Religion, in dem er für sie ein bewaffnetes Schiff im Wert von drei bis vier Millionen Livres ausrüstete.
1654 wurde er zum Lieutenant-général des armées navales und Vizeadmiral der Levante-Flotte befördert und hielt sich kurzzeitig in Versailles auf. Nach seiner Rückkehr nach Toulon stach er an der Spitze von drei Linienschiffen und sechs Galeeren erneut in See und kämpfte vor Castellammare bei Neapel gegen fünfzehn feindliche Galeeren. Er musste sich letztlich zurückziehen, trotzdem war diese Einzelaktion entscheidend für die Fortsetzung des Feldzugs des in der Toskana an Land gegangenen französischen Kontingents.
1655 kehrte Chevalier Paul an den französischen Hof zurück. Der Herzog von Vendôme stellte ihn Ludwig XIV. vor, der ihn ehrenvoll empfing, seine Tapferkeit lobte und ihm zu seinen zahlreichen Siegen gratulierte. Im selben Jahr wurde er vor Barcelona eingesetzt und besuchte in der Folge erneut Malta, wo er mit dem Großmeister Raphael Cotoner zusammentraf.
1657 kommandierte er ein Geschwader von sieben Schiffen und führte erstmals die Flagge eines Vizeadmirals. Im Juni/Juli 1658 wurde er vom Herzog von Mercoeur, dem Gouverneur der Provence, entsandt, um den Hafen von Marseille wegen einer Aufstandsbewegung zu blockieren.
1659 wurde er zum Kommandeur des Johanniterordens ernannt.

#### Missionen im Mittelmeerraum (1660–1666)

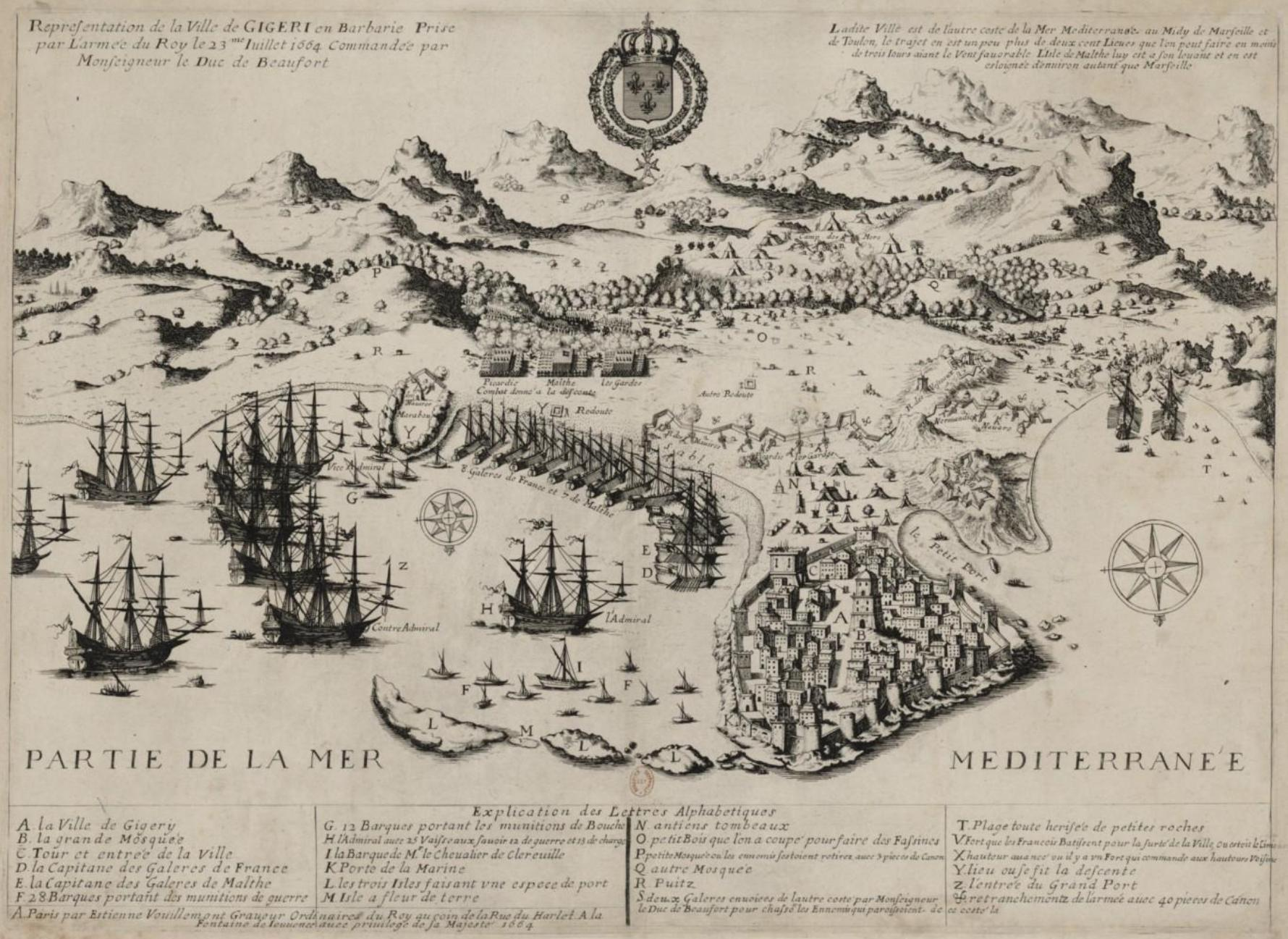
Gesamtansicht von Djidjellis Expedition an der Küste der Kabylei im Jahr 1664

In den 1660er Jahren war Chevalier Paul wiederum im Mittelmeer eingesetzt. 1661 geriet er mit seinem Schiff, L'Hercule, das über 28 Kanonen und 320 Mann Besatzung verfügte, in ein Gefecht gegen insgesamt 25 türkische Schiffe, denen er nachts entkommen konnte. Im gleichen Jahr führte er ein Hilfsgeschwader, dass Ludwig XIV. der Republik Venedig schickte, die in Candia von den Türken bedrängt wurden. 1663 diente er, wiederum an Bord der L'Hercule, unter dem Kommando des Herzogs von Beaufort. Am 12. Mai stand er bis zu 25 Korsarenschiffen aus Tunis gegenüber. Nach einer tagelangen Verfolgung entkam er der feindlichen Flotte durch eine Kriegslist. Während der Nacht ließ er oben am Mast eines seiner Beiboote eine brennende Laterne anbringen und ließ es mit dem Wind treiben, während er gleichzeitig mit seinem Schiff, dessen Laternen erloschen waren, eine andere Route einschlug.
Im selben Jahr wurde eine beträchtliche Flotte unter dem Kommando des Herzogs von Beaufort, der durch den Rücktritt seines Vaters, des Herzogs von Vendôme, zum Admiral aufgestiegen war, gegen die Korsaren von Algier ausgesandt. Chevalier Paul war als Vizeadmiral zu dieser Flotte kommandiert, die mehr als zwanzig Korsarenschiffe versenkte. Nach weiteren Einsätzen gegen die Barbaresken vor der Küste Italiens und der Provence nahm er an der Expedition des Herzogs von Beaufort gegen Djidjelli teil und vernichtete am 24. August 1664 in der Schlacht von Cherchell ein algerisches Geschwader. Schließlich bestritt er in der Nähe von La Goulette, Tunesien, ein weiteres Gefecht, in dem er drei feindliche Schiffe kaperte und zwei in Brand setzte.
Der letzte Auftrag von Chevalier Paul war, 1666 Marie-Françoise-Élisabeth von Savoyen nach Lissabon zu geleiten, wo sie König Alfons VI. heiraten sollte. Er erreichte die Mündung des Tejo im August 1666. Der portugiesische Monarch überhäufte ihn mit Ehren und Geschenken und besuchte ihn an Bord seines Schiffes. Anschließend kehrte er mit den Schiffen, die er befehligte, nach Toulon zurück.
Chevalier Paul kommandierte noch einige Zeit die Flotte in Toulon, ging aber dann, auch wegen seiner angeschlagenen Gesundheit, wohl gegen Ende 1667 in den Ruhestand. Er starb kurz darauf am 20. Dezember 1667.

« Monsr Paul de Saumeur, chevallier de St Jean de Jerusalem, lieutenant général des vaisseaux du roy, homme fort renommé pour les vaillants exploits et fidelles services quil a randeu a sa majesté ; est decedé le vingt du mois de décembre et enterre le vingt un dudit mois 1667 au cimetière sous la porte de St Lazare de cette ville de Tholon, muny des sacrements, par moy. »

„Herr Paul de Saumeur, Ritter des St. Johannes von Jerusalem, Generalleutnant der Schiffe des Königs, ein Mann, berühmt für seine tapferen Taten und treuen Dienste, die er Seiner Majestät erwiesen hat; starb am 20. Dezember und wurde am 21. des besagten Monats 1667 auf dem Friedhof unter dem Tor von St. Lazare in dieser Stadt Tholon begraben, von mir mit den Sakramenten versehen“

Der gleiche Pater hielt seine Grabrede einige Tage später in der Kathedrale von Toulon.

## Ehrungen und Nachruhm

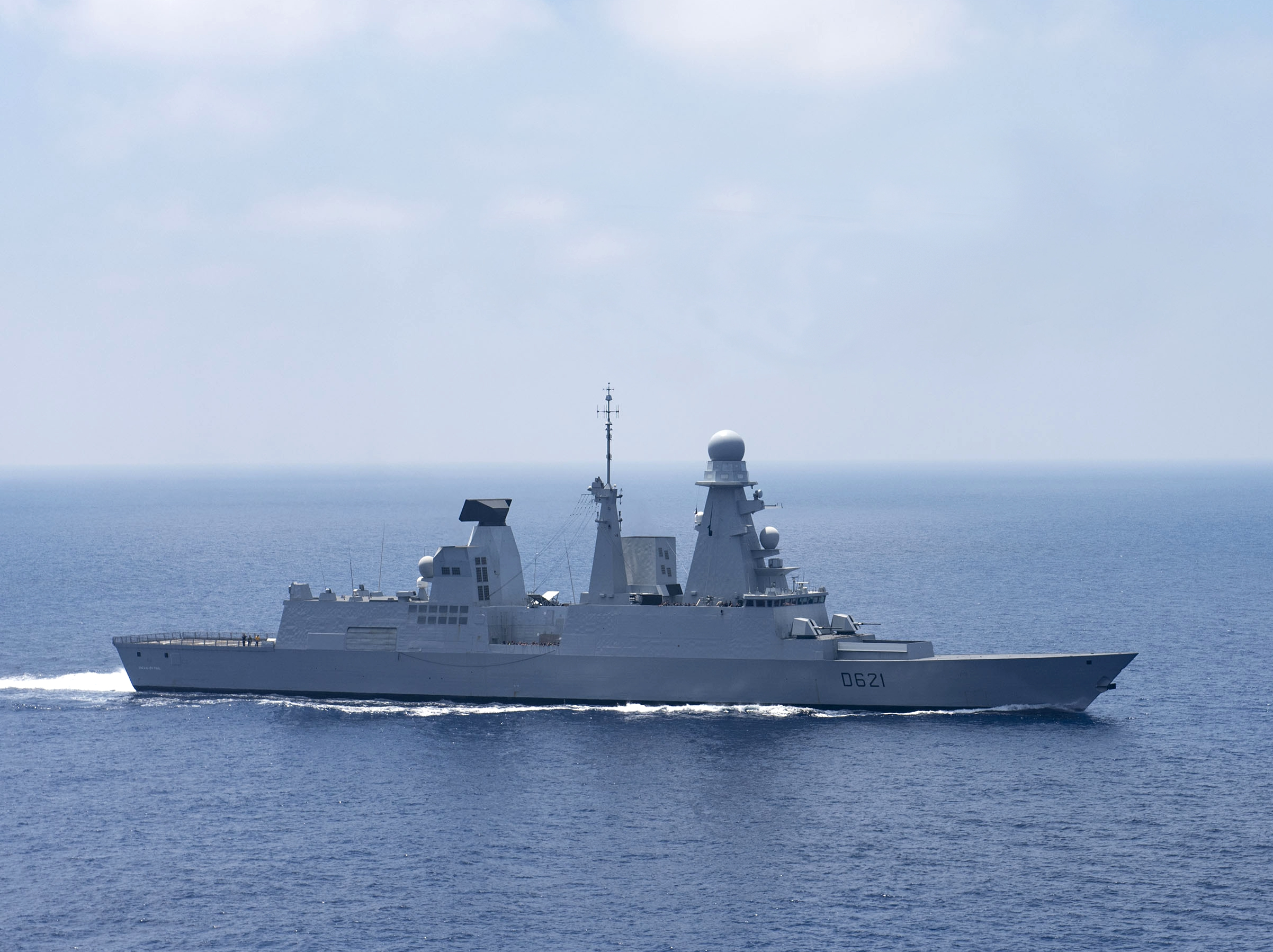
Die Fregatte Chevalier Paul im Mittelmeer, 2011

Drei Schiffe der französischen Marine trugen nacheinander seinen Namen:
- Chevalier Paul (1934–1941), ein Zerstörer der Vauquelin-Klasse
- Chevalier Paul (D626) (1956–1971), ein Eskortschiff vom Typ T 47
- Chevalier Paul (D621), eine Fregatte der Horizon-Klasse, wurde am 10. Juni 2011 in Dienst gestellt

In Marseille trägt eine Straße im 2. Arrondissement sowie die in dieser Straße gelegene Grundschule den Namen „Chevalier Paul“.
Auch das Centre de Préparation Militaire Marine der französischen Marine in Marseille trägt seinen Namen.